# LTPS-TFT
LTPS-TFT (ang. Low Temperature Poly Silicon-Thin Film Transistor) – typ ekranów ciekłokrystalicznych opartych na podobnej zasadzie jak wyświetlacze TFT. Zastosowanie krzemu krystalicznego na szklanym podłożu pozwala uzyskać wyższą skalę integracji, a dzięki czemu można umieścić tam bardziej wyrafinowane układy sterujące. Pozwala to na obniżenie zużycia energii, co jest bardzo istotne przy zastosowaniach w urządzeniach zasilanych bateryjnie.
Technologia LTPS-TFT jest stosowana w notebookach i telefonach komórkowych.